# Colchicaceae
Colchicaceae é uma família de plantas que possui 225 espécies distribuídas em 21 gêneros. Na classificação clássica, pertenciam à família das Liliaceae.

## Gêneros
| - Androcymbium - Baeometra - Bulbocodium - Burchardia - Camptorrhiza - Colchicum - Disporum | - Gloriosa - Hexacyrtis - Iphigenia - Kuntheria - Littonia - Merendera - Neodregea | - Onixotis - Ornithoglossum - Sandersonia - Schelhammeria - Triplandenia - Uvularia - Wurmbea |